# Trathala flava
Trathala flava är en stekelart som först beskrevs av Cameron 1906.  Trathala flava ingår i släktet Trathala och familjen brokparasitsteklar. Inga underarter finns listade i Catalogue of Life.